# Helmsdiepte
Helmsdiepte (Engels: Helm's Deep) is een vallei in de Mark van de Ruiters (Rohan) in het noordwesten van de Witte Bergen in de fictieve wereld Midden-aarde zoals beschreven in de roman In de Ban van de Ring van J.R.R. Tolkien.

## Geografie
Aan de ingang van de vallei bevond zich Helmsdijk, een lange loopgraaf en wal die over de gehele lengte van de vallei liep. Voor Helmsdijk bevond zich de dieptekom. Vierhonderd meter achter Helmsdijk lag Helmspoort, aan de noordelijke wand van de vallei. Achter de Helmspoort bevond zich een veste met een grote toren, de Hoornburg. Als een trompet, die in Hoornburg gestoken was, werd geblazen weerkaatste het geluid enorm in de vallei. Van de Hoornburg naar de zuidelijk wand liep de Dieptemuur, een grote vestingmuur.
In de Dieptemuur bevond zich een duiker, waardoor de Dieptestroom liep. Ingesloten door bergen, de Dieptemuur en de Hoornburg lag de Helmspoort. Achter de Helmspoort lag de eigenlijke Helmsdiepte, een smalle pas naar de bergen. Meestal werd met Helmsdiepte echter de vallei aangeduid.
Aan het einde van de diepte bevonden zich ook ingangen tot de Aglarond (Nederlands: Glinsterende Grotten, Engels: Glittering Caves), een groot netwerk van grotten waarin de Rohirrim toevlucht konden zoeken.
De enige toegang tot Helmspoort was via de Hoornburg. De Hoornburg zelf bestond uit een burcht met een hoge toren, omgeven door twee muren. De buitenste muur liep over in de Dieptemuur. De buitenste muur kon betreden worden via de grote poort, een zijpoort, de poort naar de Helmspoort en via de Dieptemuur.

## Geschiedenis
De veste en muren waren gebouwd door de zeekoningen van Gondor in de glorietijd van dat Rijk. Men zei dat de Gondorianen deze met behulp van reuzen hadden gebouwd. De burcht stond in die tijd bekend als Aglarond, hetgeen Sindarijns is voor Zalen van Schittering, een verwijzing naar de Glinsterende Grotten. Aglarond vormde met Angrenost, het latere Isengard, de westelijke verdediging van Gondor.
Beide forten werden bewaakt door garnizoenen van Gondor. Deze garnizoenen woonden met hun gezinnen in de streek en vermengden zicht met de aan de Donkerlanders verwante lokale bevolking, die in deze tijd ook in de dalen van de Witte Bergen woonden.
Het gebied ten westen van de Kloof van Calenardhon, zoals Rohan toen heette, en de Gwathló was door de Númenoranen weinig bezocht en ze hadden zich er nooit gevestigd. Het gebied hoorde in feite niet tot een van beide koninkrijken.
Toen Cirion Calendardhon aan Eorl de Jonge gaf, werd de Aglarond overgedragen aan de Rohirrim die de burcht Súthburg noemden en de Grotten Glǽmscrafu, wat hetzelfde betekent als Aglarond. Angrenost bleef onder het persoonlijke bezit van de Stadhouder van Gondor. Het garnizoenen van Aglarond werd samengevoegd met dat van Isengard. Dit volk stond vriendelijker tegenover de Donkerlanders dan de Rohirrim en de Ring van Isengard werd uiteindelijk door de Donkerlanders overgenomen en het garnizoen ging in het volk op.

## Helm Hamerhand
In het jaar 2758 van de Derde Era vielen de Donkerlanders Rohan binnen. Omdat Edoras slecht te verdedigen viel, trok de koning Helm Hamerhand zich terug in het fort Súthburg. Van hier uit leidde Helm verschillende uitvallen tegen de belegerende Donkerlanders. Helm maakte er een gewoonte van om de hoorn van de burcht te laten schallen voordat hij een uitval waagde. Vandaar dat de Donkerlanders de hoorn vreesden. Op een zekere dag liet Helm de hoorn weer schallen, maar hij keerde niet meer terug. De Rohirrim vonden zijn bevroren lichaam en geloofden dat Helms geest hun vijanden schrik zou blijven aanjagen. Sindsdien werd Súthburg de Hoornburg genoemd en de diepte de Helmsdiepte.

## De Oorlog van de Ring
In het jaar 3019 van de Derde Era vond in de Helmsdiepte een van de belangrijkste slagen van de Oorlog om de Ring plaats. De Rohirrim, aangevoerd door hun koning Théoden, verdedigden de veste tegen een leger van tovenaar Saruman bestaande uit Donkerlanders en Uruk-hai. Ook vochten de mens Aragorn II, de elf Legolas en de dwerg Gimli. De slag werd gewonnen door de mensen toen ze versterking kregen van de tovenaar Gandalf en Erkenbrand die duizend Rohirrim in de strijd aanvoerde.
In Peter Jacksons The Lord of the Rings: The Two Towers is de slag te zien.
Tijdens de slag werd Gimli met een deel van de Rohorrim door de legers van Saruman teruggedreven tot in de Glinsterende Grotten en raakte bevangen door de schoonheid ervan. Met zijn vriend Legolas had hij afgesproken mee te gaan naar het woud Fangorn en hem mee te nemen om de grotten te zien. Na de oorlog om de Ring vestigde Gimli, zich met een groep dwergen in de grotten en werd er Heer van de Glinsterende Grotten.